# 8-oksokoformicin reduktaza
8-oksokoformicin reduktaza (EC 1.1.1.235, 8-ketodezoksikoformicin reduktaza) je enzim sa sistematskim imenom koformicin:NADP+ 8-oksidoreduktaza. Ovaj enzim katalizuje sledeću hemijsku reakciju
koformicin + + {\displaystyle \rightleftharpoons } 8-oksokoformicin + +
8-Oksokoformicinska reduktaza je B-specifična u pogledu NADPH. Ona takođe redukuje 8-oksodezoksi-koformicin do nukleozidnog antibiotika dezoksikoformicina.

## Literatura
- Nicholas C. Price; Lewis Stevens (1999). Fundamentals of Enzymology: The Cell and Molecular Biology of Catalytic Proteins (Third изд.). USA: Oxford University Press. ISBN 019850229X.
- Eric J. Toone (2006). Advances in Enzymology and Related Areas of Molecular Biology, Protein Evolution (Volume 75 изд.). Wiley-Interscience. ISBN 0471205036.
- Branden C; Tooze J. Introduction to Protein Structure. New York, NY: Garland Publishing. ISBN 0-8153-2305-0.
- Irwin H. Segel. Enzyme Kinetics: Behavior and Analysis of Rapid Equilibrium and Steady-State Enzyme Systems (Book 44 изд.). Wiley Classics Library. ISBN 0471303097.

## Spoljašnje veze
- 8-oxocoformycin+reductase на 